# Letters from a Killer
Letters from a Killer (Cartas de un asesino en España e Hispanoamérica y Cartas para un asesino en México) es una película de 1998 dirigida por David Carson y protagonizada por Patrick Swayze, Kim Myers y Gia Carides. 

## Argumento
Race Darnell es un hombre, que, después de haber sido condenado injustamente por el asesinato de su mujer, espera desde hace siete años su ejecución en el corredor de la muerte de una penitenciaría de Utah.
Para entretenerse, Darnell escribe a cuatro mujeres, las cuales ignoran la existencia de las otras. Todas están enamoradas de él y dispuestas a intentarlo si recuperara la libertad. Un día su abogado consigue probar la inocencia de Race y sale de la cárcel. Entonces sus amigas se hacen asesinar las unas a las otras y... ¿A quién acusa todo el mundo?

## Reparto
| Actor            | Personaje      |
| ---------------- | -------------- |
| Patrick Swayze   | Race Darnell   |
| Gia Carides      | Lita           |
| Kim Myers        | Gloria Stevens |
| Olivia Birkelund | Stephanie      |
| Tina Lifford     | Elizabeth      |
| Elizabeth Ruscio | Judith Sutton  |
| Roger E. Mosley  | Horton         |
| Bruce McGill     | Brinker        |

## Producción
Para hacer la película se utilizó un nuevo procedimiento, en la que se rodó el filme en color Eastman 5279 para luego posteriormente tratarla en blanco y negro. Cabe también destacar, que durante el rodaje del día 9 de mayo de 1997 Patrick Swayze se rompió las dos piernas y cuatro tendones del hombro cuando su caballo se lanzó contra un árbol.
Una vez terminada, se estrenó el largoemtraje el 21 de agosto de 1998.

## Recepción
Hoy en día la película ha sido valorada en portales cinematográficos. En IMDb, por ejemplo, con aproximadamente 2600 votos registrados, el filme obtiene una media ponderada de 5,4 sobre 10. En cuanto a Rotten Tomatoes, los más de 500 votos registrados allí le dieron una valoración media de 2,9 de 5. También cabe destacar, que en La Vanguardia el 55 % de los usuarios registrados en ese periódico le dan una valoración positiva al largometraje.